# Pepe Oriola
Josep Oriola Vila (Barcelona, España; 9 de julio de 1994), más conocido como Pepe Oriola, es un piloto español de automovilismo, actual director de la escudería de TCR GOAT Racing. Se le considera uno de los pilotos españoles más exitosos en los turismos internacionales de la última década. Es hermano del también piloto Jordi Oriola.

## Trayectoria

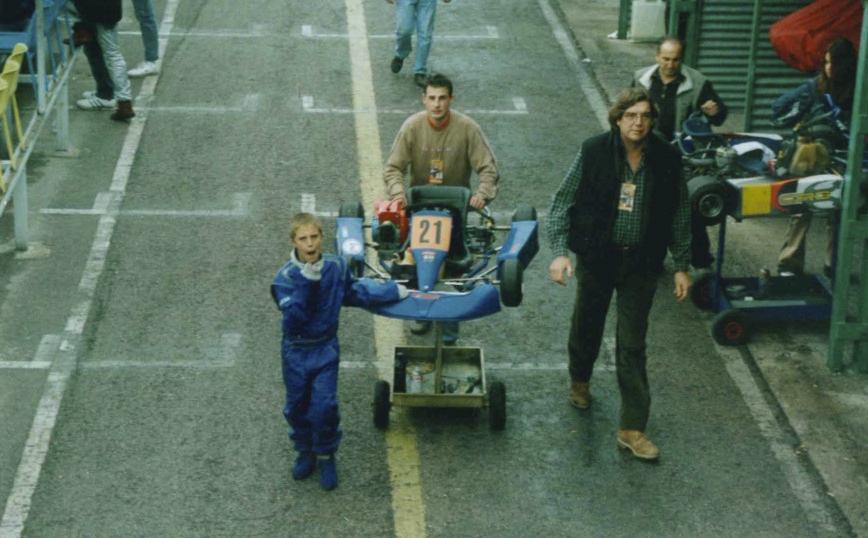
Pepe Oriola en su época del karting (2007)

### Karting
Oriola empezó su trayectoria en el karting,en 2004 con la edad de 9 años. En 2007 se profesionalizó debutando en el Campeonato de España de Karting en la categoría KF3, terminó décimo con 113 puntos. La temporada siguiente repetiría en el campeonato quedando decimocuarto, compaginándolo con el Campeonato del Asia-Pacífico, la Copa de karting de Mónaco, el campeonato europeo de KF3, el Trofeo Andrea Margutti y la copa invernal de South Garda. No llegó a conseguir resultado destacados en ninguna de ellas. El año siguiente repitió en las copas italianas y en el campeonato de España, en este último corriendo dentro de la categoría KF2 quedaría decimoséptimo con 125 puntos.

### Inicio en los turismos
Debutaría en los turismos en 2009 con la edad de 15 años, cuando compitió en el Campeonato Catalán de Turismos y en las rondas finales de la Supercopa SEAT León española, logrando terminar en el podio. En 2010 compitió toda la temporada en la supercopa española y en la Eurocopa SEAT León con la escudería Monlau Competición. Consiguió su primera victoria en la Eurocopa en la segunda ronda de la temporada disputada en Brands Hatch, donde se vio favorecido de un choque que involucró a Francisco Carvalho. Luego obtuvo una doble victoria en la ronda final disputada en el Circuito Ricardo Tormo para finalizar cuarto en el campeonato. Finalizó quinto en la Supercopa nacional.

### WTCC

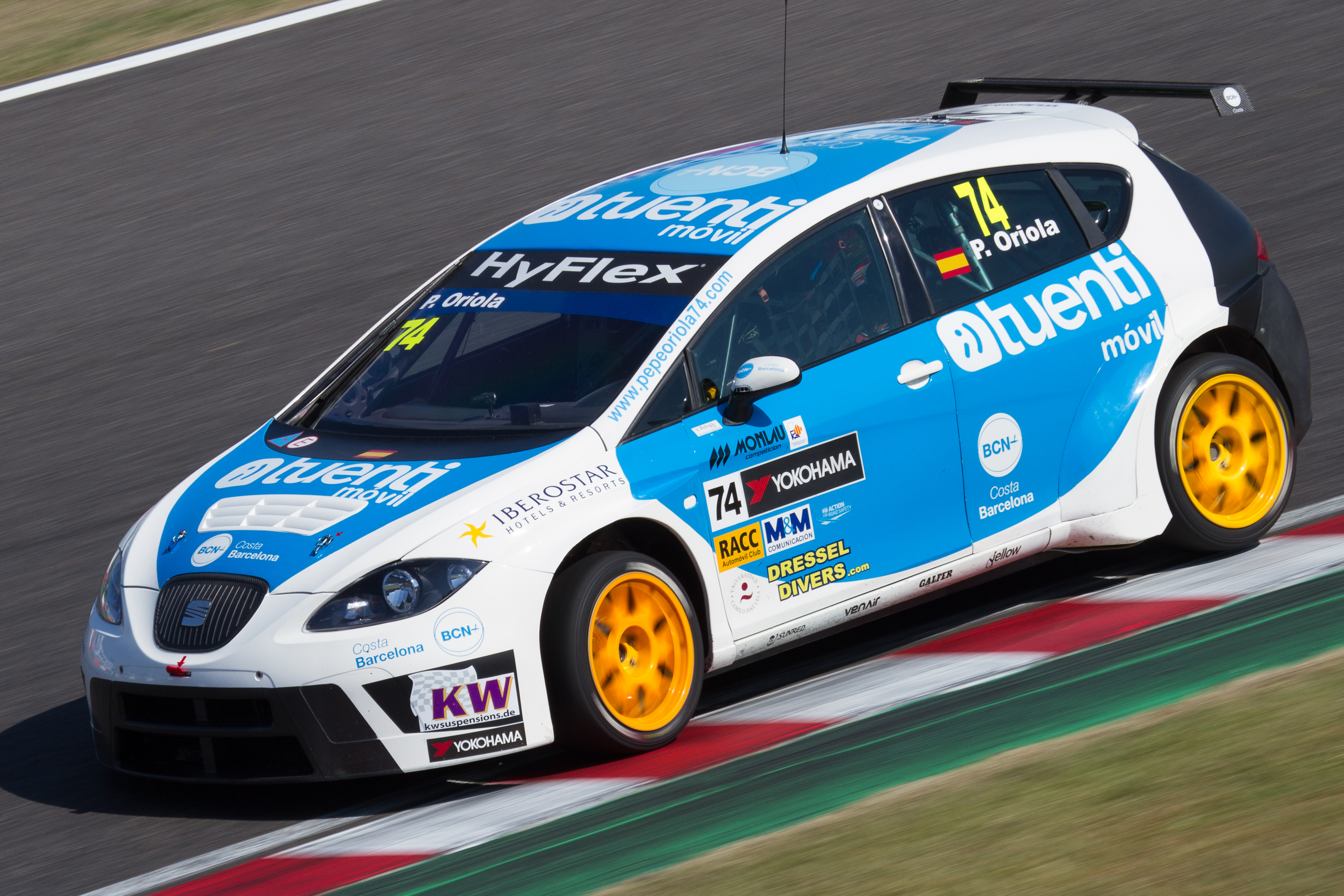
Pepe con el Tuenti Racing Team en Japón (2012)

En 2011 con el importantísimo patrocinio de la red social Tuenti, Oriola participó en diversas pruebas de resistencia nacionales, en el ETCC y debutó en el WTCC corriendo con un SEAT León  con la escudería Sunred Engineering, convirtiéndose en el piloto más joven de la historia en participar en participar en el campeonato con 16 años, 8 meses y 11 días. Termina la temporada decimoctava con 11 puntos, logrando 2 octavas plazas como mejores posiciones. En el campeonato de independientes termina octavo con 66 puntos y en el Jay-Ten termina tercero disputando sólo las 3 primeras rondas. La temporada siguiente logra también el récord de ser el piloto más joven en conseguir un podio en el Mundial, tras quedar 2.º en la segunda carrera del Autódromo Internacional do Algarve el 4 de junio de 2012 y logra el subcampeonato del Trofeo Yokohama. En 2013 logra su única victoria en el campeonato, en la segunda carrera de Marrakech, siendo también el más joven en ganar una carrera del campeonato hasta el momento.

### TCR

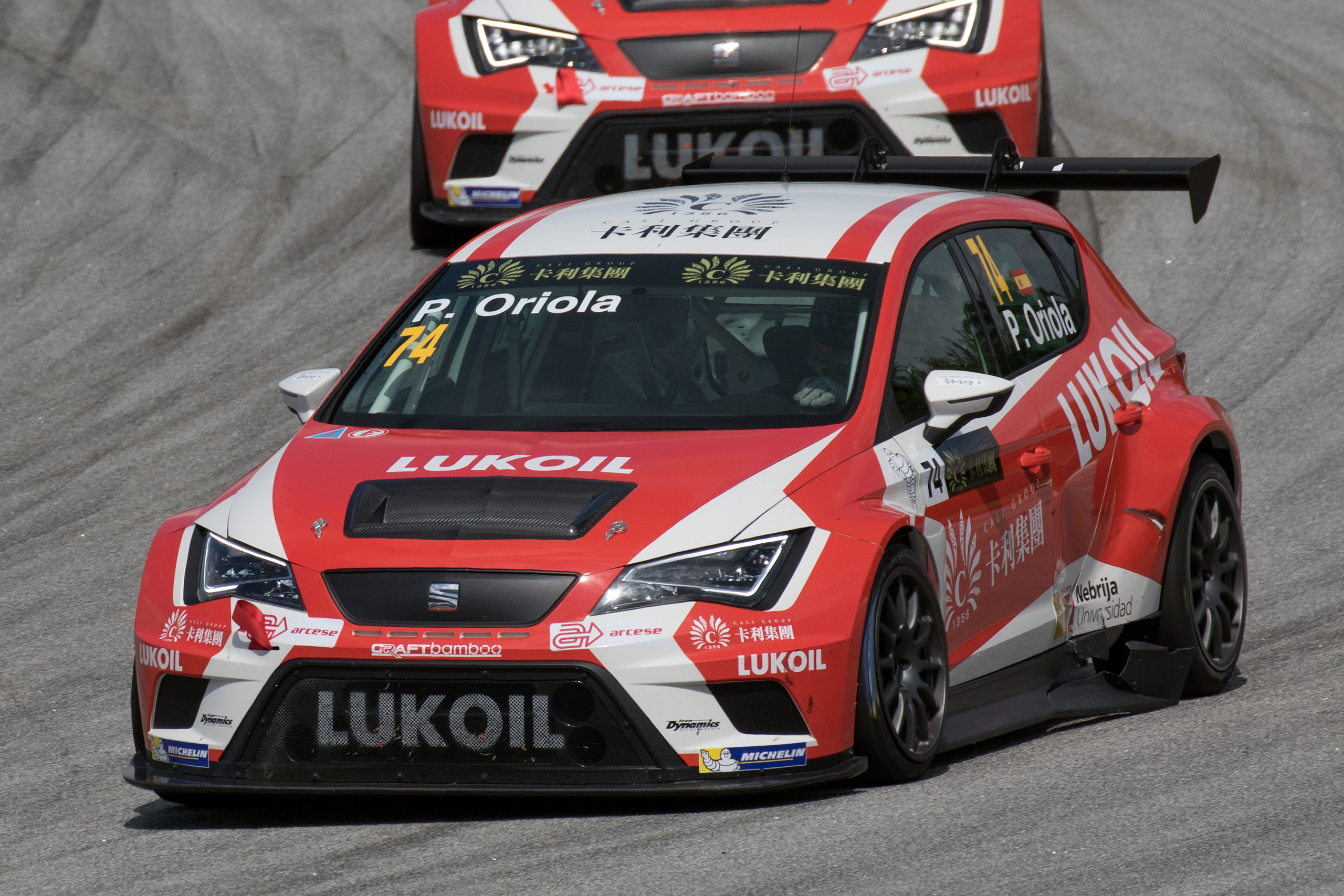
Pepe Oriola en su primera temporada en el TCR International Series (2015).

Tras un año de parón por motivos presupuestarios, reapareció en 2015 en la recién creada TCR International Series, donde compitió a los mandos de un SEAT León del equipo Craft-Bamboo logrando ser subcampeón. Continuó en esa serie durante los siguientes años 2016 y 2017, consiguiendo acabar cuarto en la clasificación final ambos años Series con el equipo Lukoil Craft Bamboo. Logró en total ocho victorias en estos 3 años.
Al año siguiente, con los CUPRA de Campos Racing, terminó sexto con una victoria la nueva Copa Mundial de Turismos, creada de la unificación de los dos campeonatos donde había competido hasta ahora. Al año siguiente pilotó un Hyundai i30 N TCR en el TCR Asia Series, donde acabó tercero en el clasificación final, mientras que en 2020 participó en TCR Europe, quedando decimotercero con una victoria y dos podios. En estos años participó en otras pruebas sueltas con TCRs y en 2021 decidió aventurarse en la nueva TCR South America Realizó una temporada excelente con 4 victorias y 9 podios, llevándose el campeonato en la última carrera de la temporada.
En 2022 vuelve al campeonato europeo y a la escudería eslovaca Brutal Fish Racing Team, con su Honda Civic empieza la temporada logrando dos podios en las cuatro primeras carreras, sin embargo, tras la tercera ronda la escudería anuncia que se retira de la competición, teniendo Pepe que buscarse otro asiento. Recala en la escudería Aggressive Italia para pasar a pilotar un Hyundai Elantra, aquí los buenos resultados no llegan y Oriola termina undécimo el campeonato.

## GOAT Racing
Tras estar siendo coach de los hermanos Fernández en el RC2 Racing Team, decide fundar en 2024 junto a ellos y en paralelo con la estructura técnica del RC2, la escudería GOAT Racing, que participa tanto en el TCR World Tour, en la TCR Europe Touring Car Series y en el TCR Spain. Pepe asume las funciones de jefe de equipo y lo compagina con sus labores de entrenador.

## Resumen de carrera
| Temporada | Categoría                          | Equipo                                      | Carreras | Victorias | Poles | VR | Podios | Puntos | Pos. |
| --------- | ---------------------------------- | ------------------------------------------- | -------- | --------- | ----- | -- | ------ | ------ | ---- |
| 2009      | Campeonato de Cataluña de Turismos | ?                                           | ?        | ?         | ?     | ?  | ?      | ?      | 2.º  |
| 2009      | Supercopa SEAT León                | Monlau Competición                          | 6        | 0         | 0     | 0  | 1      | ?      | ?    |
| 2010      | Eurocopa SEAT León                 | Monlau Competición                          | 12       | 3         | 0     | 1  | 3      | 37     | 4.º  |
| 2010      | Supercopa SEAT León                | Monlau Competición                          | 18       | 3         | 0     | 0  | 2      | 78     | 5.º  |
| 2010      | 12 Horas de Hungría - A3T          | Monlau Competición                          | 1        | 1         | 0     | 0  | 1      | N/A    | 1.º  |
| 2011      | Campeonato Mundial de Turismos     | SUNRED Engineering                          | 24       | 0         | 0     | 0  | 0      | 11     | 18.º |
| 2011      | Campeonato Europeo de Turismos     | SUNRED Engineering                          | 2        | 1         | 0     | 0  | 2      | 20     | 2.º  |
| 2011      | 24 Horas de Barcelona - A3T        | SUNRED Engineering                          | 1        | 0         | 0     | 0  | 0      | N/A    | DNF  |
| 2011      | 500 km de Alcañiz - D2             | Monlau Competición                          | 1        | 1         | 0     | 0  | 1      | N/A    | 1.º  |
| 2012      | Campeonato Mundial de Turismos     | Tuenti Racing Team                          | 24       | 0         | 0     | 2  | 2      | 131    | 8.º  |
| 2012      | 24 Horas de Barcelona - A3T        | Tuenti Racing Team                          | 1        | 0         | 0     | 0  | 0      | N/A    | DNF  |
| 2013      | Campeonato Mundial de Turismos     | Tuenti Racing Team                          | 24       | 1         | 0     | 2  | 4      | 164    | 9.º  |
| 2015      | TCR International Series           | Team Craft-Bamboo Lukoil                    | 19       | 1         | 1     | 4  | 9      | 297    | 2.º  |
| 2016      | TCR International Series           | Team Craft-Bamboo Lukoil                    | 21       | 4         | 1     | 3  | 9      | 241,5  | 4.º  |
| 2017      | TCR International Series           | Team Craft-Bamboo Lukoil                    | 18       | 2         | 0     | 3  | 4      | 164    | 4.º  |
| 2017      | TCR Benelux                        | Ferry Monster Autosport                     | 3        | 0         | 0     | 0  | 0      | 50     | 23.º |
| 2018      | Copa Mundial de Turismos           | Team Oscaro by Campos Racing                | 30       | 1         | 0     | 2  | 7      | 245    | 6.º  |
| 2019      | TCR Asia Series                    | Solite Indigo Racing                        | 10       | 0         | 0     | 0  | 6      | 156    | 3.º  |
| 2019      | TCR Spa 500                        | Red Camel-Jordans.nl                        | 1        | 1         | 0     | 0  | 1      | N/A    | 1.º  |
| 2020      | TCR Europe Touring Car Series      | Brutal Fish Racing Team                     | 11       | 1         | 0     | 0  | 2      | 153    | 13.º |
| 2020      | TCR Ibérico                        | Brutal Fish Racing Team                     | 2        | 0         | ?     | ?  | 1      | 18     | 12.º |
| 2020      | 24h Series TCR Europe              | Brutal Fish Racing Team                     | 2        | 0         | 0     | 0  | 1      | 16     | 25.º |
| 2021      | TCR South America                  | W2 ProGP                                    | 14       | 4         | 6     | 0  | 9      | 178    | 1.º  |
| 2022      | TCR Europe Touring Car Series      | Brutal Fish Racing Team / Aggressive Italia | 13       | 0         | 0     | 0  | 2      | 185    | 11.º |
| 2023      | TCR Europe Touring Car Series      | RC2 Racing Team                             | 2        | 0         | 0     | 0  | 0      | 39     | 19.º |
| Fuente:   |                                    |                                             |          |           |       |    |        |        |      |

## Resultados

### Campeonato Mundial de Turismos
(Clave) (negrita indica pole position) (cursiva indica vuelta rápida)

| Año  | Equipo             | Automóvil               | 1         | 2        | 3        | 4        | 5        | 6        | 7         | 8         | 9        | 10       | 11       | 12       | 13       | 14       | 15       | 16       | 17       | 18        | 19        | 20        | 21       | 22        | 23        | 24        | Pos. | Puntos |
| ---- | ------------------ | ----------------------- | --------- | -------- | -------- | -------- | -------- | -------- | --------- | --------- | -------- | -------- | -------- | -------- | -------- | -------- | -------- | -------- | -------- | --------- | --------- | --------- | -------- | --------- | --------- | --------- | ---- | ------ |
| 2011 | SUNRED Engineering | SEAT León 2.0 TDI       | BRA 1 13  | BRA 2 10 | BEL 1 11 | BEL 2 14 | ITA 1 14 | ITA 2 12 |           |           |          |          |          |          |          |          |          |          |          |           |           |           |          |           |           |           | 18.º | 11     |
| 2011 | SUNRED Engineering | SUNRED SR León 1.6T     |           |          |          |          |          |          | HUN 1 10  | HUN 2 Ret | CZE 1 13 | CZE 2 11 | POR 1 13 | POR 2 14 | GBR 1 12 | GBR 2 15 | GER 1 8  | GER 2 12 | ESP 1 12 | ESP 2 8   | JPN 1 18  | JPN 2 13  | CHN 1 17 | CHN 2 13  | MAC 1 10  | MAC 2 11  | 18.º | 11     |
| 2012 | Tuenti Racing Team | SEAT León WTCC          | ITA 1 6   | ITA 2 12 | ESP 1 6  | ESP 2 7  | MAR 1 4  | MAR 2 7  | SVK 1 16  | SVK 2 5   | HUN 1 8  | HUN 2 4  | AUT 1 7  | AUT 2 4  | POR 1 9  | POR 2    | BRA 1 10 | BRA 2 17 | USA 1 16 | USA 2 11  | JPN 1 7   | JPN 2     | CHN 1 22 | CHN 2 Ret | MAC 1 Ret | MAC 2 22  | 8.º  | 131    |
| 2013 | Tuenti Racing Team | SEAT León WTCC          | ITA 1 Ret | ITA 2 6  | MAR 1 8  | MAR 2 1  | SVK 1 9  | SVK 2 6  | HUN 1 Ret | HUN 2 16  | AUT 1 11 | AUT 2 7  | RUS 1 17 | RUS 2 4  |          |          |          |          |          |           |           |           |          |           |           |           | 9.º  | 164    |
| 2013 | Tuenti Racing Team | Chevrolet Cruze 1.6T    |           |          |          |          |          |          |           |           |          |          |          |          | POR 1 4  | POR 2 4  | ARG 1 2  | ARG 2 3  | USA 1 11 | USA 2 21† | JPN 1 25† | JPN 2 Ret | CHN 1 5  | CHN 2 7   | MAC 1 8   | MAC 2     | 9.º  | 164    |
| 2014 | Campos Racing      | Chevrolet RML Cruze TC1 | MAR 1     | MAR 2    | FRA 1    | FRA 2    | HUN 1    | HUN 2    | SVK 1     | SVK 2     | AUT 1    | AUT 2    | RUS 1    | RUS 2    | BEL 1    | BEL 2    | ARG 1    | ARG 2    | BEI 1    | BEI 2     | CHN 1     | CHN 2     | JPN 1    | JPN 2     | MAC 1 DNS | MAC 2 DNS | NC   | 0      |

### TCR Internacional Series
(Clave) (negrita indica pole position) (cursiva indica vuelta rápida)

| Año  | Equipo                     | Auto              | 1   | 2   | 3   | 4   | 5   | 6   | 7   | 8   | 9   | 10  | 11    | 12    | 13  | 14  | 15     | 16     | 17  | 18  | 19  | 20  | 21  | 22  | Pos. | Pts.  |
| ---- | -------------------------- | ----------------- | --- | --- | --- | --- | --- | --- | --- | --- | --- | --- | ----- | ----- | --- | --- | ------ | ------ | --- | --- | --- | --- | --- | --- | ---- | ----- |
| 2015 |                            |                   | MYS | MYS | CHN | CHN | ESP | ESP | POR | POR | ITA | ITA | AUT I | AUT I | RUS | RUS | AUT II | AUT II | SGP | SGP | THA | THA | MAC | MAC | 2.º  | 312   |
| 2015 | Team Craft-Bamboo LUKOIL   | SEAT León Racer   | 2   | 2   | Ret | 4   | 1   | 5   | Ret | 4   | 2   | Ret | 6     | 2     | 2   | 2   | 3      | 2      | 4   | 3   | 1   | 3   | 4   | 9†  | 2.º  | 312   |
| 2016 |                            |                   | BHR | BHR | POR | POR | BEL | BEL | ITA | ITA | AUT | AUT | ALE   | ALE   | RUS | RUS | THA    | THA    | SGP | SGP | MYS | MYS | MAC | MAC | 4.º  | 241,5 |
| 2016 | Team Craft-Bamboo LUKOIL   | SEAT León TCR SEQ | 1   | 1   | 8   | 10  | 2   | 7   | 2   | 5   | 12† | DNS | 10    | 1     | 2   | 13† | 1      | 11     | 3   | 14  | 4   | 12  | 5   | 3   | 4.º  | 241,5 |
| 2017 |                            |                   | GEO | GEO | BHR | BHR | BEL | BEL | ITA | ITA | AUT | AUT | HUN   | HUN   | ALE | ALE | THA    | THA    | CHN | CHN | EAU | EAU |     |     | 4.º  | 164   |
| 2017 | Lukoil Craft-Bamboo Racing | SEAT León TCR SEQ | 7   | 1   | 6   | 7   | 9   | Ret | 3   | 8   | 5   | Ret | 5     | 2     | 18† | Ret | 21†    | Ret    | 5   | 5   | 1   | Ret |     |     | 4.º  | 164   |

### Copa Mundial de Turismos
(Clave) (negrita indica pole position) (cursiva indica vuelta rápida)

| Año  | Equipo                       | Auto                    | 1   | 2   | 3   | 4   | 5   | 6   | 7   | 8   | 9   | 10  | 11  | 12  | 13  | 14  | 15  | 16  | 17  | 18  | 19  | 20  | 21  | 22  | 23  | 24  | 25  | 26  | 27  | 28  | 29  | 30  | Pos. | Pts. |
| ---- | ---------------------------- | ----------------------- | --- | --- | --- | --- | --- | --- | --- | --- | --- | --- | --- | --- | --- | --- | --- | --- | --- | --- | --- | --- | --- | --- | --- | --- | --- | --- | --- | --- | --- | --- | ---- | ---- |
| 2018 |                              |                         | MAR | MAR | MAR | HUN | HUN | HUN | ALE | ALE | ALE | NED | NED | NED | POR | POR | POR | SVK | SVK | SVK | CHN | CHN | CHN | CHW | CHW | CHW | JAP | JAP | JAP | MAC | MAC | MAC | 6°   | 245  |
| 2018 | Team OSCARO by Campos Racing | SEAT León Cupra TCR SEQ | 18† | 3   | 10  | 16  | Ret | 19  | 8   | 2   | 6   | 23† | 4   | 10  | 3   | 3   | 4   | 1   | 4   | 8   | 13  | 9   | 7   | 2   | 4   | 6   | 10  | 2   | 18  | 7   | Ret | 6   | 6°   | 245  |

### TCR Asia Series
(Clave) (negrita indica pole position) (cursiva indica vuelta rápida)

| Año  | Equipo               | Auto              | 1   | 2   | 3   | 4   | 5   | 6   | 7   | 8   | 9   | 10  | Pos. | Pts. |
| ---- | -------------------- | ----------------- | --- | --- | --- | --- | --- | --- | --- | --- | --- | --- | ---- | ---- |
| 2019 |                      |                   | SEP | SEP | ZHU | ZHU | SHA | SHA | ZHE | ZHE | BNG | BNG | 3°   | 156  |
| 2019 | Solite Indigo Racing | Hyundai i30 N TCR | 4   | 3   | 2   | Ret | 2   | 2   | 2   | 2   | 6   | 2   | 3°   | 156  |

### TCR Europe Touring Car Series
(Clave) (negrita indica pole position) (cursiva indica vuelta rápida)

| Año  | Equipo                     | Auto                         | 1   | 2   | 3   | 4   | 5   | 6   | 7   | 8   | 9   | 10  | 11  | 12  | 13  | 14  | Pos. | Pts. |
| ---- | -------------------------- | ---------------------------- | --- | --- | --- | --- | --- | --- | --- | --- | --- | --- | --- | --- | --- | --- | ---- | ---- |
| 2020 |                            |                              | LEC | LEC | ZOL | ZOL | MON | MON | BAR | BAR | SPA | SPA | JAR | JAR |     |     | 13°  | 153  |
| 2020 | Brutal Fish Racing Team    | Honda Civic Type-R TCR (FK7) | 2   | 5   | Ret | 5   | Ret | 8   | 5   | 3   | 6   | 16  | 4   | 2   |     |     | 13°  | 153  |
| 2022 |                            |                              | POR | POR | LEC | LEC | SPA | SPA | NOR | NOR | NUR | NUR | MON | MON | BAR | BAR | 11°  | 185  |
| 2022 | Brutal Fish Racing Team    | Honda Civic Type-R TCR (FK7) | 9   | 2   | 7   | 3   | Ret | 10  |     |     |     |     |     |     |     |     | 11°  | 185  |
| 2022 | Aggressive Team Italia ASD | Hyundai Elantra N TCR        |     |     |     |     |     |     | Ret | 12  | 4   | C   | 7   | 10  | 8   | Ret | 11°  | 185  |
| 2023 |                            |                              | POR | POR | PAU | PAU | SPA | SPA | HUN | HUN | LEC | LEC | MON | MON | BAR | BAR | 19°  | 39   |
| 2023 | RC2 Racing Team            | Audi RS3 LMS TCR (2021)      |     |     |     |     |     |     |     |     |     |     |     |     | 6   | 7   | 19°  | 39   |

### TCR South America
(Clave) (negrita indica pole position) (cursiva indica vuelta rápida)

| Año  | Equipo   | Auto                         | 1   | 2   | 3   | 4   | 5   | 6   | 7   | 8   | 9   | 10 | 11 | 12 | 13  | 14  | Pos. | Pts. |
| ---- | -------- | ---------------------------- | --- | --- | --- | --- | --- | --- | --- | --- | --- | -- | -- | -- | --- | --- | ---- | ---- |
| 2021 |          |                              | INT | INT | CUR | RIV | RIV | EPI | EPI | RCU | RCU | BA | AG | AG | CDU | CDU | 1.º  | 278  |
| 2021 | W2 ProGP | Honda Civic Type-R TCR (FK7) | 1   | 1   | 6   | 2   | 1   | 2   | Ret | 3   | 4   | 5  | 2  | 5  | 1   | 2   | 1.º  | 278  |